# Plástico (canción)
«Plástico» (estilizado en mayúsculas) es una canción interpretada por los cantantes argentinos Lali en colaboración con Duki, incluida en su sexto álbum de estudio, No vayas a atender cuando el demonio llama (2025). Fue compuesta conjuntamente por los intérpretes, BB Asul, Juan Giménez Kuj, Martín D'Agosto, Mauro De Tommaso y Don Barreto, mientras que la producción quedó a cargo de estos dos últimos. 
La canción recibió una respuesta mayormente favorable por parte de la crítica, que la destacó como una de las mejores dentro del álbum y elogiaron la experimentación resultante de la unión de ambos artistas. Sin embargo, algunos críticos señalaron que la letra era básica y similar a otras canciones de Lali. 

## Antecedentes
En octubre de 2024, tras anunciar el lanzamiento de su próximo sencillo, «Fanático», Lali concedió una entrevista a Shangay. En la entrevista, habló sobre el proceso de producción del sencillo y su próximo álbum, mencionando posibles géneros musicales y futuras colaboraciones. Esto representaría su regreso a las colaboraciones desde su álbum Libra (2020).
Tras el anuncio oficial de No vayas a atender cuando el demonio llama, Lali reveló el listado de canciones el 31 de marzo de 2025, con «Plástico» como la cuarta canción del álbum. Sin embargo, en ese momento, no reveló las colaboraciones que incluiría. Una semana después, se habilitó el pre-guardado del álbum en Spotify, lo que permitió conocer las colaboraciones y, entre ellas, reveló la participación de Duki en el tema.

## Composición
«Plástico» tiene una duración de dos minutos y cincuenta y ocho segundos. La canción fue compuesta por los intérpretes, Martín D'Agosto, BB Asul, Juan Giménez Kuj, Mauro De Tommaso y Federico «Don» Barreto, mientras que la producción estuvo a cargo de los dos últimos. Barreto participó como instrumentista tocando la guitarra, los teclados y la batería. Además, Juan Giménez Kuj aportó el bajo eléctrico y los teclados, mientras que Santiago Nápoles tocó la guitarra. En cuanto a la técnica musical, Dave Kutch realizó la masterización y Lewis Pickett trabajó en la mezcla.
Musicalmente, es una canción de pop y electropop, con influencias de pop rock.

## Recepción

### Comentarios de la crítica
Lucas Terrazas de Infobae señaló que en la canción Duki aporta «su impronta cruda y urbana que contrasta con la base sonora del álbum pero potencia su dirección rupturista». Brenda Petrone Veliz de La Voz del Interior expresó que, aunque con un matiz diferente, la canción es similar a «#Tetas» de Ca7riel & Paco Amoroso o a la denuncia que presenta La sustancia (2024). Lucía Riva Palacio Smith, de Rolling Stone en Español, destacó la participación del rapero argentino en la canción y describió el tema como «energizante». Rocío Pascal, del sitio RedBoing, comentó que la colaboración entre ambos artistas «rompe toda conjetura», y destacó que «lejos de sonar como algo plastificado o forzado, lo hace sonar propio». Samantha Plaza Monroy, de Big Bang News, resaltó los guiños de sonidos propios del rock nacional de la canción. Adriano Moreno, de Los 40, destacó que en esta colaboración Duki se aventura en un terreno poco explorado, adoptando un sonido más pop que se desvía de su estilo habitual. Además, subrayó «la capacidad de ambos artistas para experimentar y trascender sus zonas de confort habituales».
Entre las críticas menos favorables, Celine Albornoz del Diario Río Negro comentó que «Plástico» es «un tema que no termina de funcionar por sonar similar a otras canciones de la artista y tener una letra que roza lo genérico».

### Rendimiento comercial
En Argentina, tras el lanzamiento de No vayas a atender cuando el demonio llama, «Plástico» debutó en el décimo puesto del listado diario de canciones más escuchadas de Spotify el 30 de abril de 2025, lo que significó el mayor debut del día y el mejor debut de una canción del disco. El álbum también tuvo un impacto notable en la lista de éxitos, con seis pistas ingresando al Argentina Hot 100, incluyendo una colaboración adicional de Lali. Como resultado, la artista logró tener siete canciones simultáneas en la lista. En cuanto a «Plástico», debutó en la vigésima quinta posición durante la semana del 17 de mayo de 2025 y fue nombrado como el Hot Shot Debut (en español: Debut espectacular) de la semana.

## Créditos y personal
Intérpretes y músicos
- Lali: voz, composición, letra
- Duki: voz, composición, letra
- Isabela Terán Lieban: composición, letra, coros
- Martin D'Agosto: composición, letra, coros
- Juan Giménez Kuj: composición, letra, bajo eléctrico, teclados
- Mauro De Tommaso: composición, letra, guitarra, teclados
- Federico «Don» Barreto: composición, letra, batería, teclados
- Santiago Nápoles: guitarra

Técnicos
- Mauro De Tommaso: producción, ingeniería de audio
- Federico «Don» Barreto: producción, ingeniería de audio
- Dave Kutch: ingeniería de masterización
- Lewis Pickett: ingeniería de mezcla
- Isabel Rodríguez Siblesz: ingeniería de mezcla (asistencia)

Los créditos están adaptados de las notas de No vayas a atender cuando el demonio llama y AllMusic.

## Posicionamiento en listas

### Semanales
| País      | Lista                   | Mejor posición |
| 2025      | 2025                    | 2025           |
| --------- | ----------------------- | -------------- |
| Argentina | Argentina Hot 100       | 25             |
| Argentina | Monitor Latino Nacional | 17             |